# Wheeler Peak (Nevada)
Der Wheeler Peak ist mit einer Höhe von 3982 Metern der zweithöchste Gipfel im US-Bundesstaat Nevada und der höchste Berg, dessen Massiv sich vollständig auf dem Gebiet des Staats erstreckt. Die Grenze zu Utah verläuft 20 Kilometer weiter östlich.

## Höchster Berg Nevadas

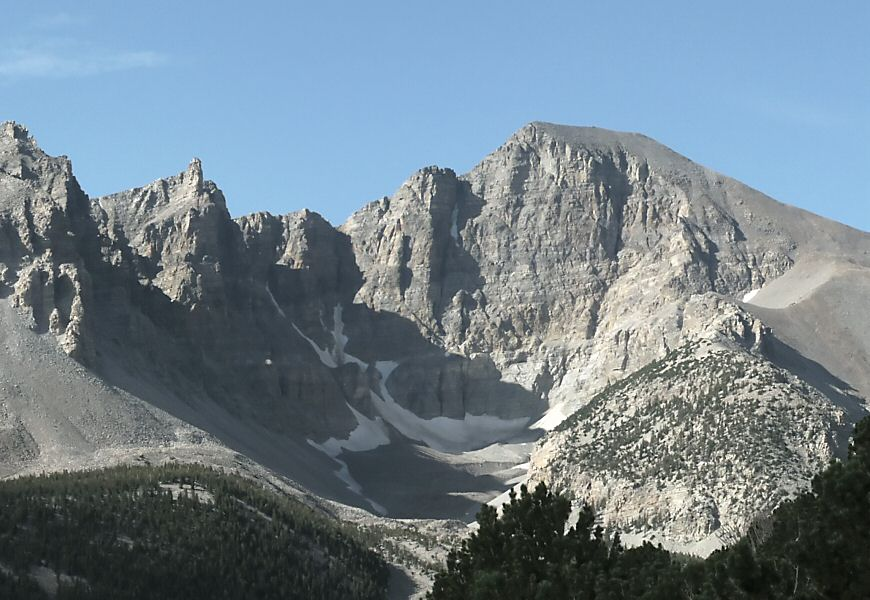
Blick auf den Gipfel vom Maheur-Aussichtspunkt

Der höchste Punkt des Bundesstaats ist der Gipfel des Boundary Peak (Nevada) an der Grenze zu Kalifornien. Es handelt sich dabei jedoch nur um einen Nebengipfel des Montgomery Peak, welcher im kalifornischen Teil der White Mountains liegt. Da der Wheeler Peak zwar 25 Meter niedriger ist als der Boundary Peak, jedoch mit der Snake Range vollständig in Nevada liegt, kann auch er als höchster Berg Nevadas gelten. Zudem liegt die Schartenhöhe des Wheeler Peaks bei 2305 Metern, während sie beim Boundary Peak („Grenzspitze“) lediglich 77 Meter beträgt. Wheeler Peak ist mit seiner beachtlichen Schartenhöhe auf Platz zwölf unter den Bergen in den Vereinigten Staaten außerhalb Alaskas und Hawaiis. In einem Umkreis von 320 Kilometern gibt es keinen höheren Gipfel.

## Geologie und Umgebung
Der Gipfelbereich des Wheeler Peak besteht aus Quarzit aus dem Kambrium. Es gelangte durch eine Verwerfung im Miozän nach oben. Der 312 Quadratkilometer große Great-Basin-Nationalpark erstreckt sich über den Wheeler Peak und dient unter anderem dem Schutz der Langlebigen Kiefern, den ältesten bekannten Lebewesen (siehe zum Beispiel Prometheus und Methuselah). Am Nordosthang des Berges befinden sich die Lehman Caves, eine Tropfsteinhöhle die bereits im Jahre 1922, also vor der Gründung des Nationalparks, als National Monument gegründet wurde. Als Sehenswürdigkeit gilt auch Lexington Arch, ein natürlicher Steinbogen südöstlich des Berges. In größeren Höhen gibt es Blockgletscher.